# Article 38 de la Constitution belge
L'article 38 de la Constitution de la Belgique fait partie du titre III « des pouvoirs ». 

## Texte de l'article actuel
« Chaque communauté a les attributions qui lui sont reconnues par la Constitution ou par les lois prises en vertu de celle-ci.  »
— Article 38 de la Constitution